# Doris Dragović
Dorotea Dragović, ismertebb nevén: Doris Dragović, (kiejtése: Dorisz Dragovity; Split, 1961. április 16.-) horvát énekes-dalszerzőnő. 1986-ban Jugoszláviát képviselte az Eurovíziós Dalfesztiválon Željo moja (A vágyam) című dallal, amivel 11. helyezést elérve 49 pontot szerzett. 1999-ben Horvátországot képviselve szerepelt ismét a dalversenyen Marija Magdalena (Mária Magdolna) című dalával a negyedik helyezést érte el 111 ponttal.

## Életrajza
Doris 1961-ben született az akkor jugoszláviai Splitben és gyerekkora óta érdeklődött a zene iránt. Gyerekkorának legnagyobb példaképei és nagy hatást gyakorló énekesei Tereza Kesovija, Gabi Novak és Arsen Dedić voltak. Énekesi karrierje 1982-ben kezdődött a More együttes tagjaként, amivel regionális ismeretségre tett szert. 1986-ban képviselte Jugoszláviát a Bergenben megrendezett Eurovíziós Dalfesztiválon, ahol 11. helyezést ért el, amivel Jugoszlávia, később Horvátország egyik legismertebb énekesévé vált.
1999-ben ismét részt vett a dalversenyen ezúttal Horvátországot képviselte a Marija Magdalena dallal. A dal egy szerelmes dal, amiben az énekesnő a bibliai Mária Magdolnaról énekel, hogy ő Istenhez tartozik és hogy őt szereti. A dal nagy népszerűségre tett szert Horvátországban és Görögországban is, emellett a szavazáson a 4. helyet érve el az eddigi legjobb horvát szereplést hozta a dal.

## Lemezek

### Stúdió lemezek
- 1985 — Tigrica
- 1986 — Željo moja
- 1987 — Tužna je noć
- 1987 — Tvoja u duši
- 1988 — Pjevaj srce moje
- 1989 — Budi se dan
- 1992 — Dajem ti srce
- 1993 — Ispuni mi zadnju želju
- 1995 — Baklje Ivanjske
- 1996 — Rođendan u Zagrebu
- 1997 — Živim po svom
- 1999 — Krajem vijeka
- 2000 — Lice
- 2002 — Malo mi za sriću triba
- 2009 — Ja vjerujem
- 2014 — Koncert u Lisinskom

### Válogatás lemezek
- 1990 — Najveći hitovi
- 1998 — Sve želje moje
- 2001 — 20 godina s ljubavlju
- 2007 — The Platinum Collection
- 2010 — Najljepše ljubavne pjesme - Doris Dragović
- 2014 — The Best Of Collection